# Tio Antonio A
Tio Antonio A es un cultivar de higuera de tipo higo común Ficus carica bífera es decir con dos cosechas por temporada, brevas de primavera-verano, e higos de otoño, de higos de epidermis con color de fondo negro y sobre color ausente. Se cultiva principalmente en el sureste español (región de Murcia y provincia de Alicante),

## Historia
Parece ser que el origen de la higuera es el Mediterráneo y sus frutos han sido muy apreciados por las diferentes culturas que se han asentado en las orillas de este mar a lo largo de los años. Pero otras fuentes indican que el higo procede de los países del Oriente Próximo, abarcando desde la zona mediterránea hasta el oeste de Asia. Sin embargo antiguas civilizaciones del Mediterráneo oriental usaron el higo mucho antes de que llegara a Europa.
Probablemente su cultivo se inició en Arabia meridional desde donde se extendió al resto de países. Posiblemente los fenicios fueron quienes difundieron el cultivo de la higuera en Chipre, Sicilia, Malta, Córcega, islas Baleares, península ibérica, Francia. Los griegos llevaron el fruto a Palestina y Asia Menor.
La variedad 'Tio Antonio A' es oriunda del sureste de España, y se cultiva en la provincia de Alicante. Esta variedad ha sido seleccionada por la « Estación Experimental Agraria de Elche »  entre otras muchas de las variedades de higos negros de la Comunidad Valenciana para su cultivo de forma comercial intensiva, ya que es  vigorosa y se adapta bien en los cultivos intensivos, aparte de sus buenas cualidades gustativas y productividad.

## Características
La higuera 'Tio Antonio A' es una variedad del tipo higo común bífera (con dos cosechas por temporada, brevas de primavera-verano e higos de otoño).
Las brevas presentan una relación de calibres con respecto al % de los frutos:
| Calibre | +25 | 25    | 30    | 36    | 45 | 56 | -56 |
| ------- | --- | ----- | ----- | ----- | -- | -- | --- |
| (%)     |     | 15,00 | 45,00 | 40,00 |    |    |     |

Las brevas 'Tio Antonio A' son frutos de forma aperada, no simétricas, grandes, con un peso promedio de 89,00 gr, con una relación de Anchura x Longitud:450 x 630 mm, y una longitud de pedúnculo de 6 mm. Tienen una epidermis elástica, con firmeza media, aptitud al rayado buena, con color de fondo negro con numerosas lenticelas muy pequeñas blancas y sobre color manchas pequeñas verde marronáceas. Con un ºBrix (Media de 5 muestras) de 16,3 de sabor dulce, con mesocarpio de grosor uniforme aunque un poco más grueso en la zona del cuello con color rosado, y el color de la pulpa de color rojo claro, con cavidad interna de tipo medio, con escasos aquenios de tipo medio. Presenta alguna grieta longitudinal gruesa. De una calidad buena en su valoración organoléptica, son de un inicio de maduración a partir del 29 de mayo. Son resistentes a la manipulación y al transporte.
Las higos presentan una relación de calibres con respecto al % de los frutos:
| Calibre | +25 | 25 | 30 | 36    | 45    | 56    | -56 |
| ------- | --- | -- | -- | ----- | ----- | ----- | --- |
| (%)     |     |    |    | 20,00 | 50,00 | 30,00 |     |

Los higos 'Tio Antonio A' son frutos de forma aperada, no simétrico, de tamaño medio, con un peso promedio de 41,39 gr, con una relación de Anchura x Longitud:412 x 482 mm, y una longitud de pedúnculo de 3 mm. Tienen una epidermis elástica, con firmeza media, aptitud al rayado buena, con color de fondo negro y sobre color ausente. Con un ºBrix (Media de 5 muestras) de 19,7 de sabor muy dulce, con color de la pulpa rosa, con cavidad interna mediana a grande, con escasos aquenios pequeños. De una calidad buena en su valoración organoléptica, son de un inicio de maduración a partir del 9 de julio. Su resistencia a la manipulación es buena.
Apta para breva e higo para consumo en fresco. Es una  de las variedades más cultivadas en el sureste de España por sus brevas e higos de excelente calidad y adaptación a cultivos de alta densidad.

## Cultivo, usos y aplicaciones
Esta variedad está perfectamente adaptada al cultivo de secano y presenta frutos de calidad.
Está siendo cultivado en los municipios del valle de Albaida en la provincia de Valencia y en Vega Baja del Segura de la provincia de Alicante.